# دان دوغان (لاعب كرة قاعدة)
دان دوغان (بالإنجليزية: Dan Dugan)‏ هو لاعب كرة قاعدة أمريكي، ولد في 22 فبراير 1907 في بلينفيلد (نيوجيرسي) في الولايات المتحدة، وتوفي في 25 يونيو 1968 في Green Brook Township, New Jersey ‏ في الولايات المتحدة.

## وصلات خارجية
- دان دوغان على موقعبيزبول رفرنس.كوم (الدوري الرئيسي) (الإنجليزية)